# ソヴィーコ
ソヴィーコ（伊: Sovico）は、イタリア共和国ロンバルディア州モンツァ・エ・ブリアンツァ県にある、人口約8,300人の基礎自治体（コムーネ）。

## 地理

### 位置・広がり

#### 隣接コムーネ
隣接するコムーネは以下の通り。
- アルビアーテ
- リッソーネ
- マケーリオ
- トリウッジョ

### 気候分類・地震分類
気候分類では、zona E, 2450 GGに分類される。
また、イタリアの地震リスク階級 (it) では、zona 3 (sismicità bassa) に分類される。